# 李寿龄 (1941年)
李寿龄（1941年12月—），河北黄骅县人，中华人民共和国政治人物。

## 生平
1967年，毕业于天津中医学院中医专业。后担任河北中医学院附属医院内三科主任、副教授、副主任医师。此外担任河北省政协常委、副秘书长。1993年，当选第八届全国人民代表大会代表。1998年，连任第九届全国人民代表大会代表。2003年，连任第十届全国人民代表大会代表。
1988年6月，当选中国农工民主党河北省第二届委员会副主任，同时兼任秘书长。1992年、1997年、2002年5月连任。2006年5月，不再担任河北省政协副秘书长。